# Hohwald
Hohwald é uma comuna francesa na região administrativa de Grande Leste, no departamento Baixo Reno. Estende-se por uma área de 21,18 km². Em 2010 a comuna tinha 521 habitantes (densidade: 24,6 hab./km²).